# Schule gepanzerte Kampftruppen
Die Schule gepanzerte Kampftruppen (SgepKpfTr) ist eine Ausbildungseinrichtung des Heeres in Munster. Organisatorisch ist sie Teil der seit 1. April 2021 bestehenden Panzertruppenschule (vormals Ausbildungszentrum Munster) und insbesondere verantwortlich für die Ausbildung und Erziehung der Offiziere und Unteroffiziere des Truppengattungsverbundes Panzertruppen, zu denen die beiden Truppengattungen Panzertruppe und die Panzergrenadiertruppe zählt. Von 1957 bis 1963 und von 1991 bis zum 30. September 2007 trug die Schule gepanzerte Kampftruppen selbst den Namen Panzertruppenschule.

## Auftrag
Die Schule gepanzerte Kampftruppen ist für die Ausbildung zum Truppführer, Kommandanten, Zugführer und Schießlehrer zuständig sowie für die Fortbildung von Kompaniechefs und Bataillonskommandeuren. Zudem finden Umschulungen auf neu eingeführte Waffensysteme statt.
Die SgepKpfTr ist für die Ausbildung der Panzertruppe und der Panzergrenadiertruppe zuständig und bildet auch Angehörige befreundeter Streitkräfte aus. Die Ausbildung umfasst die lehrgangsgebundene Ausbildung für die Unteroffiziere mit Portepee und Offiziere, allgemeinmilitärische Laufbahnlehrgänge der Unteroffizier- und Feldwebelausbildung, die Ausbildung von Reservisten und Angehörigen ausländischer Streitkräfte.
Im Schießübungszentrum Panzertruppen werden die militärischen Führer auf Ebene einer verstärkten Panzertruppenkompanie ausgebildet, das Simulationszentrum PzTr unterstützt die lehrgangsgebundene Ausbildung durch Schieß- und Gefechtssimulatoren.
Die Lehrsammlung der Schule ist am Deutschen Panzermuseum in Munster angesiedelt.

## Organisation
Die Schule gepanzerte Kampftruppen wird von einem Kommandeur im Dienstgrad eines Obersts (Besoldungsgruppe B 3) geführt, der zugleich General der Panzertruppen ist und damit der oberste Vertreter beider Truppengattungen sowie für deren Traditionspflege und Vertretung im internationalen Bereich verantwortlich.
Die Schule gepanzerte Kampftruppen gliedert sich in:
- I. Inspektion (Offizierausbildung)
- II. Inspektion (Feldwebelausbildung)
- Schießübungszentrum Panzertruppen
- Simulatorzentrum Panzertruppen

## Internes Verbandsabzeichen

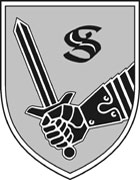
Internes Verbandsabzeichen

Das unter anderem als Brustanhänger getragene interne Verbandsabzeichen zeigt ein Schwert und eine dieses haltende Hand mit bewehrten Unterarm auf silbernem Grund. Es entspricht dem internen Verbandsabzeichen der ehemaligen Panzertruppenschule. Das „S“ erinnert an den ehemaligen Status als eine der Schulen des Heeres.
Das Verbandsabzeichen entspricht ebenfalls dem der ehemaligen Panzertruppenschule und zeigt wie alle Schulen und Zentren des Heeres zwei gekreuzte Schwerter auf rotem Grund. Darüber hinaus signalisiert ein "S", dass es sich um eine Schule des Heeres handelte. Die rosa Umrandung entspricht der Waffenfarbe der Panzertruppe. Das Verbandsabzeichen wird am linken Ärmel des Dienstanzugs getragen.

## Geschichte
Die Ursprünge der Schule gepanzerte Kampftruppen gehen auf die am 22. März 1956 aufgestellten Truppenschulen für die Panzer- und Panzergrenadiertruppe in Munster, sowie die Schulen für die Panzeraufklärungs- und die Panzerjägertruppe in Bremen zurück. 1957 wurden die beiden Schulen in Munster zur Panzertruppenschule zusammengelegt, um der engen Verknüpfung dieser beiden Truppengattungen im Kampf gerecht zu werden. Der Panzertruppenschule unterstanden ab 1957 ein Panzerlehrbataillon und ein Panzergrenadierlehrbataillon. Zum 1. Juni 1958 wurde der Stab und Stabskompanie Panzerlehrkampfgruppe aufgestellt sowie der Schule unterstellt und mit Wirkung vom 1. Februar 1959 in die Panzerlehrbrigade 9 umgegliedert. 1963 wurde die Schule zwischenzeitlich in Kampftruppenschule II (KpfTrS II) umbenannt. 1967 wurde die Kampftruppenschule III (ehemals: Panzerjägerschule) nach Munster verlegt und 1972 mit der Kampftruppenschule II zur Kampftruppenschule II/III zusammengefasst. 1975 wurde die Fachschule des Heeres für Erziehung angegliedert und die Schule wurde in Kampftruppenschule 2 und Fachschule des Heeres für Erziehung (KpfTrS 2/FachSHErz) umbenannt. Aus Kapazitätsgründen wurde 1976 die Ausbildung der Panzermörser und Schirrmeister zur Kampftruppenschule 1 bzw. zur Schule Technische Truppen 1 nach Aachen verlegt. 1981 wurde die Fachschule des Heeres für Erziehung nach Darmstadt verlegt und die Schule in Munster wurde als Kampftruppenschule 2 (KpfTrS 2), diesmal mit arabischer Ziffer, bezeichnet.
In den Jahren von 1988 bis 1990 errichtete der Architekt Karl-Heinz Lorey in Munster das Gebäude für ein neues Lehrzentrum. Seit 1991 erhielt die Schule in Munster wieder den Namen Panzertruppenschule. Im Rahmen der Transformation der Bundeswehr wurde zum 1. Oktober 2007 das Ausbildungszentrum Panzertruppen (AusbZ PzTr) aufgestellt, das die Aufgaben der damals dem Heeresamt unterstellten Panzertruppenschule übernahm. Eine Ausnahme bildete die aufklärungsspezifische Ausbildung der Panzeraufklärer, die bisher in die Truppenschule integriert war. Die in die Heeresaufklärungstruppe überführte ehemals zu den Gepanzerten Kampftruppen gehörende Panzeraufklärungstruppe wird an der Heeresaufklärungsschule ausgebildet. Der Dienstposten des Kommandeurs ist seit 2007 nicht mehr für Brigadegenerale vorgesehen. Um den traditionellen Begriff Panzertruppenschule zu erhalten, wurde die Liegenschaft, in der Schule gepanzerte Kampftruppen stationiert ist, in „Panzertruppenschule“ umbenannt.
Zum 1. Juli 2015 wurde das Zentrum umgegliedert und unter dem Namen Ausbildungsbereich Panzertruppen neu aufgestellt und dem damaligen Ausbildungszentrum Munster unterstellt. Zum 1. April 2021 wurden zehn Ausbildungseinrichtungen des Heeres umbenannt und erhielten überwiegend ihre traditionellen Namen zurück. Der Ausbildungsbereich Panzertruppen, der 2007 (unter dem Namen Ausbildungszentrum Panzertruppen) die Aufgaben der Panzertruppenschule (alt) übernommen hatte, erhielt den bislang nicht verwendeten Namen Schule gepanzerte Kampftruppen. Das Ausbildungszentrum Munster wurde durch Umbenennung zur (neuen) Panzertruppenschule.

## Kommandeure
| Name                                     | Beginn       | Ende         |
| ---------------------------------------- | ------------ | ------------ |
| Brigadegeneral Oskar Munzel              | 1956         | 1956         |
| Brigadegeneral Günther Pape              | 1956         | 1960         |
| Brigadegeneral Anton Detlev von Plato    | 1960         | 1962         |
| Brigadegeneral Werner Drews              | 1962         | 1964         |
| Brigadegeneral Ernst Philipp             | 1964         | 1968         |
| Brigadegeneral Karl Deichen              | 1968         | 1969         |
| Brigadegeneral Rudolf Wätjen             | 1969         | 1970         |
| Brigadegeneral Alfred Müller             | 1970         | 1975         |
| Brigadegeneral Hans-Joachim Mack         | 1975         | 1978         |
| Brigadegeneral Joachim Graf von Schwerin | 1978         | 1982         |
| Brigadegeneral Hans Detlef Ahrens        | 1982         | 1987         |
| Brigadegeneral Georg-Heinrich Roth       | 1987         | 1989         |
| Brigadegeneral Gerd Schultze-Rhonhof     | 1989         | 1991         |
| Brigadegeneral Rüdiger Drews             | 1991         | 1994         |
| Brigadegeneral Wolfgang Beltermann       | 1994         | 1999         |
| Brigadegeneral Christian Trull           | 1999         | 2002         |
| Brigadegeneral Wolf-Dieter Langheld      | 2002         | 2003         |
| Brigadegeneral Klaus Feldmann            | 2003         | 2007         |
|                                          |              |              |
| Oberst Artur Schwitalla                  |              | Sep. 2015    |
| Oberst Jochen Schneider                  | Sep. 2015    | 19. Mai 2017 |
| Oberst Michael Knoke                     | 19. Mai 2017 | Oktober 2018 |
| Oberst Bernd Prill                       | Oktober 2018 | Januar 2023  |
| Oberst Michael Sack                      | Januar 2023  | –            |